# Трагические поэмы
«Трагические поэмы» (фр. Les Tragiques) — поэма французского поэта Теодора Агриппы д’Обинье, опубликованная в 1616 году под псевдонимом-криптонимом L.B.D.D. Автор работал над ним с 1577 или 1578 года.
«Трагические поэмы» включают 9302 стиха, разделённых на семь частей (книг). В книгах I—III описываются невзгоды гражданской войны во Франции и содержатся отталкивающие портреты Генриха III и Екатерины Медичи. Начиная с книги IV масштаб происходящего приобретает космический характер; поэт описывает деяния святых, затем возвращается к военным достижениям протестантов, но уже как бы осененных божественным началом. Последние две книги носят дидактический характер. Поэму венчают явление Иисуса-Мстителя и Страшный Суд.

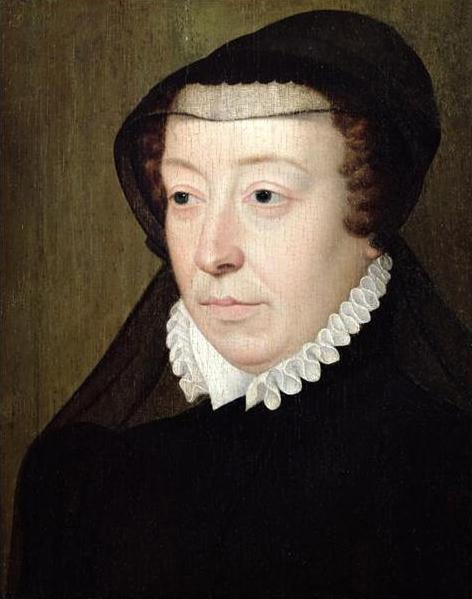
Портрет Екатерины Медичи. После 1559 года

Трагический пафос поэмы, художественный стиль, отмеченный чертами барокко, гражданская позиция автора, не скрывающего свою пристрастность, свидетельствуют о вершине и закате гуманистической литературы эпохи Возрождения. Агриппа д’Обинье опирается на жанр героической поэмы, признанный поэтами Плеяды, включая Ронсара, но придаёт ему особую мировоззренческую напряжённость и патетику. Среди источников поэта — «Гимны» и «Рассуждения» Ронсара, «Фарсалия» Лукана, Овидий, Ювенал, Платон, Тассо, сочинения Отцов Церкви.
«Д’Обинье, стремясь запечатлеть в сознании читателя страшную картину страны, охваченной чумой и голодом, казнями и кровью, нагнетает трагические и конвульсивные образы: Франция — страдающая мать, чью грудь раздирают её сыновья; Франция, уподобленная гиганту, потерявшему свою прежнюю силу, чьи ноги, больные сухоткой, уже не могут держать могучее тело; смерть, собирающая свою страшную жатву; реки со вздувающейся кровавой пеной и т. д.»